# Fredrik Adolf Jägerhorn

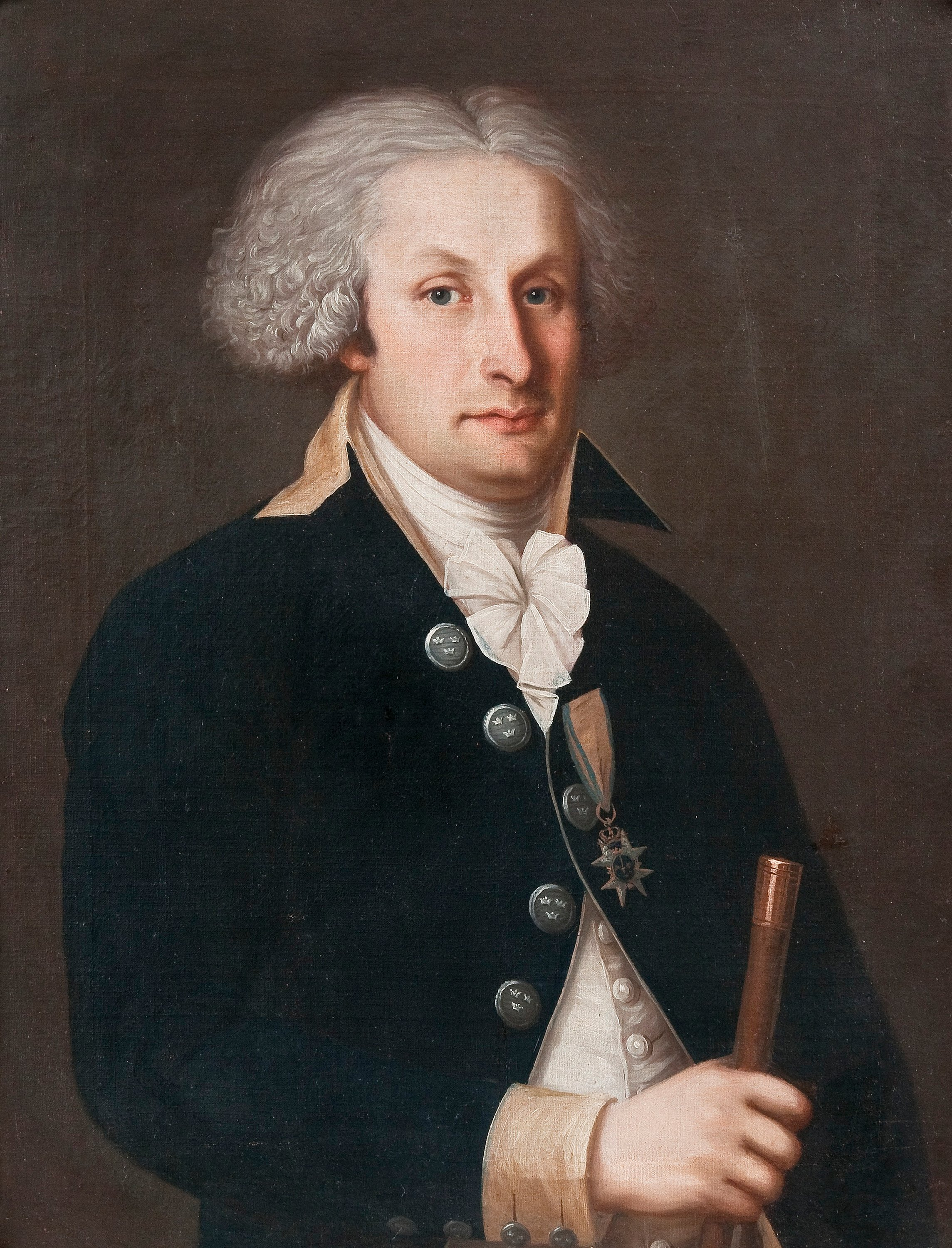
Fredrik Adolf Jägerhorn i uniform för Livgardet samt med riddartecknet av Svärdsorden på bröstet.

Fredrik Adolf Jägerhorn af Spurila, född den 2 maj 1760 i Helsinge, död den 23 december 1817 på Nykulla i Pernå, var en svensk militär.
Jägerhorn blev volontär vid Nylands och Tavastehus läns dragonregemente 1767, page hos kungen 1775, adjutant vid Savolax lätta infanteriregemente 1777, fänrik vid livgardet 1777, löjtnant och adjutant 1783, kapten 1790, major 1795 där och överste i armén 1799. Åren 1801-1808 var han chef för ett värvat regemente, som kallades "Jägerhornska regementet" efter honom.
Jägerhorn deltog i Gustav III:s ryska krig 1788–90. Han befalldes våren 1803 att ombesörja bevakningen av gränsen mot Ryssland från Abborrfors till Keltis; dito i februari 1808.
Vid utbrottet av 1808 års krig var halva Jägerhorns regemente förlagt till Svartholm, medan han själv tog befäl över den andra hälften på Sveaborg i egenskap av underkommendant och var tillika underkommendant på Stora Östersvartö.
Besviken över kungens ovilja att träda till undsättning när ryssarna belägrade Sveaborg och troligen påverkad av sin bror Johan Anders självständighetsplaner understödde han aktivt kapitulationsplanerna. Råkade härvid i rysk fångenskap 1808. Avlade senare samma år 1808 tro- och huldhetsed till kejsar Alexander samt begav sig sommaren 1808 till S:t Petersburg, där han inträdde i rysk tjänst. 
År 1810 utnämndes han till landshövding i Kymmenegårds län, men erhöll på begäran avsked redan 1812. I Sverige förklarades han 1811 ovärdig att bära Svärdsorden eftersom han varit delaktig i uppgivandet av Sveaborgs fästning. 
Sina sista levnadsår tillbringade han på Nykulla, där han ogift avled 1817.